# DirectX Graphics
DirectDraw是微軟Direct X的一員，为基於COM架構下的2D图形API，例如DirectDraw的Blt()用於表面间整体图像或是部分图像的移动。
DirectDraw漸被Direct3D所取代，DirectShow的VMR-7是以DirectDraw 7建造，因為使用DirectDraw 7控制显卡，所以稱為VMR-7。VMR-9 則是基於Direct3D 9。DirectX 8.0發表時，Direct3D與DirectDraw編程介面被合併並改名為DirectX Graphics。

## 版本

### DirectX 7
- IDirectDraw7，3D的介面
- IDirect3D7，3D初始化時的介面
- IDirect3DDevice7 ，3D裝置的介面

### DirectX 8
- IDirect3D8，3D初始化時的介面
- IDirect3D、Device8，3D裝置的介面

### DirectX 9
- IDirect3D9，3D初始化時的介面
- IDirect3DDevice9 ，3D裝置的介面

### DirectX 10
- ID3D10Device，3D裝置的介面

### DirectX 10.1
- ID3D10Device1，3D裝置的介面

### DirectX 11
Windows 7或Windows Server 2008 R2才支援。
- ID3D11Device，3D裝置的介面
- ID3D11DeviceContext，3D繪圖時操作的介面

### DirectX 11.1
Windows 8或Windows Server 2012，或更新過的Windows 7或Windows Server 2008 R2才支援。
- ID3D11Device1，3D裝置的介面
- ID3D11DeviceContext1，3D繪圖時操作的介面

### DirectX 11.2
Windows 8.1或Windows Server 2012 R2以後的版本才支援。
- ID3D11Device2，3D裝置的介面
- ID3D11DeviceContext2，3D繪圖時操作的介面